# 思茅半叶趾虎
思茅半叶趾虎（学名：Hemiphyllodactylus simaoensis），一种分布于中国云南省普洱市思茅区和宁洱哈尼族彝族自治县的喀斯特地区的爬行动物，隶属于壁虎科半叶趾虎属。模式产地为思茅区。过去云南省喀斯特生境的半叶趾虎属物种几乎均被鉴定为云南半叶趾虎（H. yunnanensis）。但研究人员通过整合线粒体片段的系统发育分析和形态特征比较研究，发现被鉴定为云南半叶趾虎的标本中存在多个“隐存种”。本种就是2022年鉴定出来的新物种。

## 鉴别特征
思茅半叶趾虎最大头体长（SVL）40.87mm；颔鳞7－10；后颏鳞扩大；鼻周鳞5－6；鼻间鳞1－4；上唇鳞8－12；下唇鳞8－11；第Ⅱ－Ⅴ指的指下瓣（subdigital lamellae）为(3 或 4)-(3–5)-(3–5)-(3 或 4)；第Ⅱ－Ⅴ趾的趾下瓣为(3 或 4)-(3–5)-(3–5)-(3 或 4)；背鳞11－15行；腹鳞5－7行；身体的底色为淡灰色，背面从颈部到尾基部有两行深色斑块；深色眶后纹至少延伸至颈基部；背外侧条纹不明显或完全没有；躯干无腹外侧条纹；后肢端后深色标记向前肢突出。